# 山田建設
山田建設株式会社（やまだけんせつ）は、日本の不動産会社である。首都圏を中心に新築マンション「ミオカステーロ」「マイネシュロッス」「スタジオデン」シリーズを展開。過去のシリーズ名に「マイキャッスル」がある。
2007年マンション供給戸数ランキングでは首都圏18位（917戸）。自社設計・施工に加え、構造計算専門部門も社内に持つ。

## 概要
- 設立 - 1963年4月26日
- 資本金 - 1億円
- 売上高 - 約461億円（2008年3月期）
- 代表 - 山田健治
- 従業員数 - 222名（2009年9月末現在）
- 本社 - 東京都大田区北千束1-11-3

## 沿革
- 1938年 - 山田工務店創業。
- 1963年 - 山田建設設立。
- 1977年 - 初のマンション事業「西小山ハイツ」竣工。
- 2001年 - 中国大連に山田建材有限公司設立。

## 関係会社
- 株式会社エム・シー・サービス
- 生活産業研究所株式会社
- 大連山田建材有限公司